# Аджамська сільська рада
| Аджамська сільська рада — орган місцевого самоврядування у Кропивницькому районі Кіровоградської області з адміністративним центром у с. Аджамка. Сільській раді були підпорядковані населені пункти: - с. Аджамка - с. Григорівка - с. Павло-Миколаївка - с. Привілля |

### Колишні населені пункти
- Восьма Сотня

## Склад ради
Рада складалася з 20 депутатів та голови.

### Керівний склад ради
| ПІБ                         | Основні відомості                                                                                             | Дата обрання | Дата звільнення |
| --------------------------- | --- | ------------ | --------------- |
| Валько Павло Васильович     | Сільський голова, 1955 року народження, освіта, безпартійний                                                  | 26.03.2006   | 26.08.2006      |
| Левицька Октябрина Павлівна | Сільський голова, 1955 року народження, освіта, Всеукраїнське об'єднання 'Батьківщина'                        | 04.03.2007   | 31.10.2010      |
| Левицька Октябрина Павлівна | Сільський голова, 1955 року народження, освіта вища, член Партії регіонів                                     | 31.10.2010   | 05.11.2015      |
| Зайченко Тетяна Анатоліївна | Сільська голова, 1976 року народження, освіта вища економічна, самовисування, членкиня партії ВО"Батьківщина" | 05.11.2015   | по даний час    |

Примітка: таблиця складена за даними джерела

## Населення
Згідно з переписом УРСР 1989 року чисельність наявного населення сільської ради становила 4520 осіб, з яких 2129 чоловіків та 2391 жінка.
За переписом населення України 2001 року в сільській раді мешкали 4123 особи.

### Мова
Розподіл населення за рідною мовою за даними перепису 2001 року:
| Мова       | Відсоток |
| ---------- | -------- |
| українська | 95,95 %  |
| російська  | 3,20 %   |
| молдовська | 0,32 %   |
| білоруська | 0,12 %   |
| угорська   | 0,05 %   |
| болгарська | 0,02 %   |
| гагаузька  | 0,02 %   |
| інші       | 0,32 %   |